# Zlatko Kranjčar
Zlatko Kranjčar (Pronunciado [zlâtkɔ t͡sǐːt͡sɔ krâɲt͡ʃaːr], Nova Gradiška, Yugoslavia, 15 de noviembre de 1956-Zagreb, 1 de marzo de 2021) fue un futbolista y entrenador croata.

## Trayectoria

### Como futbolista
Comenzó a jugar para el Dinamo Zagreb a la edad de diez años desde sus categorías menores en 1966 y permaneció en el club hasta 1983, apareció en un total de 556 partidos para el club y anotó 98 goles en el campeonato. Luego fue transferido al club austriaco SK Rapid Wien por el que jugó hasta 1990 su último club en su carrera como jugador fue SKN St. Pölten para el que jugó durante dos meses a finales de 1990.

### Selección nacional
Entre 1977 y 1983 jugó once encuentros y anotó tres goles para Yugoslavia. Registró dos partidos y anotó un gol para Croacia y es notable como el primer capitán del equipo de la selección croata en su primer partido internacional contra Estados Unidos el 17 de octubre de 1990 en Zagreb.
| Club                              | País       | PJ | Goles | Periodo   |
| --------------------------------- | ---------- | -- | ----- | --------- |
| selección de fútbol de Yugoslavia | Yugoslavia | 11 | 3     | 1977-1983 |

| Club                           | País    | PJ | Goles | Periodo |
| ------------------------------ | ------- | -- | ----- | ------- |
| selección de fútbol de Croacia | Croacia | 2  | 1     | 1990    |

### Como entrenador
Comenzó su carrera como entrenador en 1991 como asesor en Austria Klagenfurt. Desde 1992 hasta 1994 fue entrenador del club croata HNK Segesta y en 1994 se trasladó a Croacia Zagreb, donde ganó el Campeonato de Croacia y la Copa en su primera temporada. En 1996 regresó a Austria para entrenar al FC Linz. Un año más tarde estaba de vuelta en Croacia donde entrenó a los clubes NK Slaven Belupo, HNK Segesta (de nuevo) y NK Samobor. En 1998 regresó a Croacia Zagreb y llevó al club a una nueva victoria, tanto en el Campeonato y la Copa de Croacia, así como a una aparición en la UEFA Champions League. En 1999 empezó a entrenar a un equipo egipcio al Al-Masry y en 2000 pasó a entrenar al club esloveno NK Mura, donde también se alojó por una temporada. En 2002 ganó el campeonato croata con NK Zagreb.

### Croacia
Después del fracaso de Croacia en la Eurocopa 2004, Kranjčar fue nombrado el nuevo entrenador del equipo nacional del país y llevó al equipo en dieciocho partidos internacionales. Jugaron quince partidos en las eliminatorias mundialistas 2006 y ganó el grupo, pero realizaron relativamente mal en sus tres encuentros del mundial del 2006 y fueron eliminados en la fase de grupos. Debido a esto, la Federación Croata de Fútbol decidió no renovar su contrato el 14 de julio de 2006 En junio de 2007, se hizo cargo de puesto de entrenador en los Emiratos Árabes Unidos el equipo Al-Shaab, pero fue despedido en diciembre después de una disputa con la junta de selección de jugadores. El 22 de abril de 2009, fue nombrado como el nuevo entrenador de la DAC 1904 Dunajská Streda.

### Persépolis
El 1 de julio de 2009, fue nombrado como entrenador de Persépolis FC de la Iran Pro League después firmó un contrato de dos años. A pesar de tener buenos jugadores como Karim Bagheri, Misagh Memarzadeh, Sepehr Heidari, Shpejtim Arifi y Sheys Rezaei, Persépolis fue un éxito en las primeras semanas de la temporada fue despedido por el presidente del club, Habib Kashani el 25 de septiembre de 2009, después de su derrota contra Paykan pero fue devuelto al club después de que el apoyo de la comisión técnica cinco días después. Su contrato fue renovado hasta el final de la mitad de la temporada. Fue reemplazado por Ali Daei el 28 de diciembre de 2009, después de que expirara su contrato.

### Montenegro
En febrero de 2010 se hizo cargo de la selección nacional de Montenegro de Zoran Filipovic. Tuvo muy mal comienzo con dos derrotas en dos partidos amistosos contra Macedonia (distancia) y Albania (en casa) y una tercera derrota con Noruega contra el que Zoran Filipovic tuvo un impresionante victoria en casa por 3-1. Fue despedido el 8 de septiembre de 2011, tras la derrota de Montenegro a Gales en un partido de clasificación de la UEFA Euro 2012 seis días antes.

### Sepahan
Firmó un contrato de dos años con el tres veces campeón, el Sepahan FC en 28 de octubre de 2011 reemplazando a su compatriota Luka Bonacic. En su primer partido como entrenador en jefe, Sepahan empató a cero contra el Persépolis Kranjčar.
En el siguiente partido Sepahan derrotó al Foolad por dos goles a cero, con goles proviene de Emad Ridha y Milorad Janjuš. Después de eso, el Sepahan tuvo dos empates consecutivos 1-1 contra el Shahin Bushehr y el Zob Ahan - como en Isfahan derby. Su primera victoria se produjo en el partido de su equipo ante el Mes Sarcheshmeh que Sepahan ganó por dos a cero. Fue el último partido de descanso pre-mitad de temporada. Sepahan terminó la temporada en el segundo lugar, seis puntos por detrás de Esteghlal.
Durante las ventanas de transferencia de enero, el máximo goleador de la liga brasileña de Armenia Bruno Correa se unió al equipo como un sucesor de Ibrahima Touré. También compraron Xhevahir Sukaj del club turco, Gençlerbirliği. Mohammad Hassan Rajabzadeh fue vendido a Malavan y Milorad Janjuš Joines Shahrdari Tabriz. Farzad Hatami también no renovó su contrato y se une Tractor Sazi.
En el inicio de la segunda mitad de la liga iraní, Esteghlal acogió Sepahan, que con la victoria del Sepahan, el equipo podría reducir su punto diferente con Esteghlal a tres puntos, pero el partido estaba 1-1 final, mantener la diferencia de puntos en seis. La primera derrota de Kranjčar fue en el partido contra Saba. Sepahan se perdió ese partido 1-2 con un gol tardío de Reza Enayati. Sepahan respalda con una victoria por 4-0 ante Sanat Naft Abadan. Sepahan también derrotó Shahrdari Tabriz 1-0 en el siguiente partido. Con una victoria por 1-0 ante el Damash Gilan, Sepahan fue ascendido al primer lugar después de los malos resultados del Esteghlal en las últimas semanas. No han escapado de su lugar a pesar de la derrota por 1-0 contra Tractor Sazi.
Comenzaron la liga de Campeones de la AFC con éxito con una victoria por 1-0 ante el equipo UAE Al-Nasr. Luego tuvimos un empate 1-1 con el Al Ahli y una victoria por 2-1 contra Qatar Stars League campeón Lekhwiya, terminó la primera ronda en la primera. En la segunda ronda, que tenían pérdida de un minuto tarde contra Lekhwiya pero derrotaron a Al-Nasr 3-0 en su casa a pesar de que pasaron deliberadamente suavemente una pena que el portero Al Nasr de haber ganado unas polémicas momentos penalti después de que sus oponentes pusieron el balón fuera de juego después de una lesión. 15 días más tarde, el Sepahan derrotó a Al-Ahli 2-1 en casa con un gol tardío de Mohsen Bengar y ganó el grupo.
El 11 de mayo de 2012, Sepahan logró el título por cuarta vez (tres en fila) y por primera vez bajo Kranjčar con un empate con el Mes Sarcheshmeh. También derrotaron Esteghlal en la Ronda de 16 de la ACL y llegaron a los cuartos de final.

## Clubes

### Como jugador
| Club           | País       | Año       |
| -------------- | ---------- | --------- |
| Dinamo Zagreb  | Yugoslavia | 1973-1983 |
| SK Rapid Wien  | Austria    | 1983-1990 |
| SKN St. Pölten | Austria    | 1990-1991 |

### Como entrenador
| Club                              | País                   | Año       |
| --------------------------------- | ---------------------- | --------- |
| Austria Klagenfurt                | Austria                | 1991-1992 |
| HNK Segesta                       | Croacia                | 1992-1994 |
| Dinamo Zagreb                     | Croacia                | 1994-1996 |
| FC Linz                           | Austria                | 1996      |
| NK Slaven Belupo                  | Croacia                | 1997      |
| HNK Segesta                       | Croacia                | 1997      |
| NK Samobor                        | Croacia                | 1997-1998 |
| Dinamo Zagreb                     | Croacia                | 1998      |
| El-Masry                          | Egipto                 | 1999-2000 |
| NK Mura                           | Eslovenia              | 2000      |
| NK Marsonia                       | Croacia                | 2000-2001 |
| NK Zagreb                         | Croacia                | 2001-2002 |
| NK Rijeka                         | Croacia                | 2002-2003 |
| NK Zagreb                         | Croacia                | 2003-2004 |
| selección de fútbol de Croacia    | Croacia                | 2004-2006 |
| NK Croacia Seveste                | Croacia                | 2006-2007 |
| Al-Shaab CSC                      | Emiratos Árabes Unidos | 2007      |
| DAC Dunajská Streda               | Eslovaquia             | 2009      |
| Persépolis FC                     | Irán                   | 2009      |
| selección de fútbol de Montenegro | Montenegro             | 2010-2011 |
| Sepahan FC                        | Irán                   | 2011-2014 |
| Ahli                              | Catar                  | 2015-2016 |
| Dinamo Zagreb                     | Croacia                | 2016      |
| Sepahan FC                        | Irán                   | 2017-2018 |
| Selección Sub-23                  | Irán                   | 2018-2019 |

## Vida privada
Su hijo Niko Kranjčar también es futbolista y juega de mediocampista.